# 白沢みき
白沢 みき（しらさわ みき、1966年〈昭和41年〉11月14日 - ）は、元・日本のフリーアナウンサー。戸籍名は、白澤 幹子（しらさわ みきこ）、

## 来歴
栃木県小山市出身。日本大学芸術学部放送学科卒業。
1993年（平成5年）、文化放送「走れ!歌謡曲」日曜日（土曜深夜）、1994年（平成6年）、文化放送「走れ!歌謡曲」火曜日（月曜深夜）パーソナリティ。その他NHK、民放などでキャスターやレポーターとして出演したこともあった。
1995年、東京MXテレビのビデオジャーナリスト（映像記者）となる。当初は「東京NEWS」担当だったが、1999年から編成方針の変更に伴い「白沢みきのモーニングTOKYO」のキャスターを務める。2003年3月の放送終了（→「TOKYOモーニングサプリ」に移行）とともに渡米。ニューヨークでフリージャーナリストとなる。2005年9月帰国。
2019年6月、第25回参議院議員通常選挙に立憲民主党公認で比例区から立候補する意向を表明。投開票の結果、9,483票を獲得したが落選。

## 政治家として

### 政策
- 選択的夫婦別姓導入に「賛成」としている[6]。

## 主な出演番組

### ラジオ
- 走れ!歌謡曲 (文化放送)
- 森本毅郎・スタンバイ! (TBSラジオ)

### テレビ
- 白沢みきのモーニングTOKYO (東京MXテレビ)
- イブニングTOKYO（東京MXテレビ）
- 笑顔のおてつだい (東京MXテレビ)
- 白沢みきのNew York New York (ViTV、Travelers-TV(現EXエンタテイメント))
- プレスウォッチ (ダイワ・証券情報TV)